# Dyspersja (chemia fizyczna)
Dyspersja, układ dyspersyjny – układ, zwykle koloidalny, złożony z co najmniej dwóch faz, z których przynajmniej jedną stanowi silnie rozdrobniony materiał, rozproszony w drugiej fazie o charakterze ciągłym, zwanej ośrodkiem dyspersyjnym. Obie fazy mogą być dowolne, muszą się jednak różnić między sobą składem lub stanem skupienia. Większość dyspersji występujących w praktyce to zole.
Dyspersją nazywany jest także proces rozpraszania oraz samo rozproszenie jako takie.
Dyspersja ma istotne znaczenie w technologii chemicznej, na przykład w chemii polimerów.